# Oscar Giannino
Oscar Giannino (né le 1er septembre 1961 à Turin) est un journaliste et un homme politique italien qui se présente aux élections générales italiennes de 2013 à la tête d'un mouvement politique "Faire pour arrêter le déclin" (Fare) qui est un think tank qu'il a fondé en 2012 afin de pouvoir se présenter aux élections législatives. Après le scandale sur ses études, c’est-à-dire le fait qu’il n’avait jamais obtenu ni un diplôme en Italie ni un master auprès l’université de Chicago Booth, comme il avait reporté sur son CV et déclaré en plusieurs occasions, il quitte Fare, pour fonder l'Alliance libéral-démocrate pour l'Italie en novembre 2013.